# Hydaspia
Hydaspia é um gênero de mariposa pertencente à família Crambidae.